# Jelena Igorewna Bunina

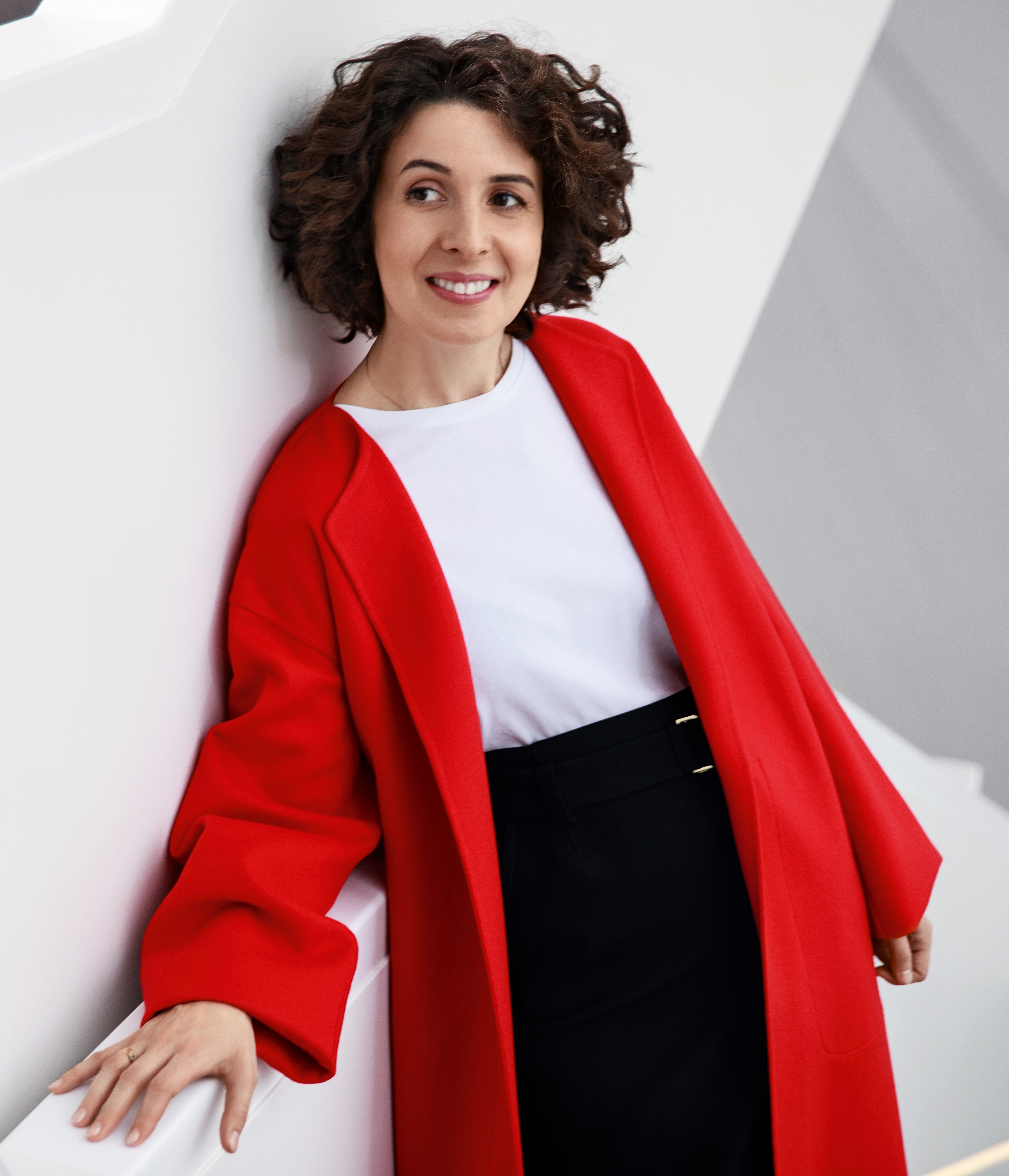
Jelena Igorewna Bunina

Jelena Igorewna Bunina (russisch Елена Игоревна Бунина; * 12. Mai 1976 in Moskau) ist eine russische Mathematikerin, Managerin und Hochschullehrerin.

## Leben
Bunina, Tochter des Politologen Igor Michailowitsch Bunin, absolvierte die Mathematik-Klasse der Moskauer Schule Nr. 57, in der sie später Infinitesimalrechnung unterrichtete. 1993 begann sie das Studium an der Mechanik-Mathematik-Fakultät (MechMat) der Lomonossow-Universität Moskau (MGU). Daneben studierte sie Mathematik am Mathematik-College der Unabhängigen Universität Moskau (NMU). Nach dem MGU- und NMU-Abschluss 1998 wurde sie Aspirantin am Lehrstuhl für Höhere Algebra der MechMat der MGU bei Alexander Wassiljewitsch Michaljow. Sie verteidigte 2001 mit Erfolg ihre Dissertation über die elementare Äquivalenz der linearen und algebraischen Gruppen für die Promotion zur Kandidatin der physikalisch-mathematischen Wissenschaften.
2001 begann Bunina in der MechMat der MGU Programmierung zu unterrichten. Seit 2005 lehrt sie dort Algebra am Lehrstuhl für Höhere Algebra. Daneben leitet sie im Moskauer Institut für Physik und Technologie (MFTI) den Lehrstuhl für Datenanalyse der Schule für Angewandte Mathematik. Ihr Forschungsgebiet sind die elementaren Eigenschaften algebraischer Strukturen und andere Probleme der Algebra sowie die mathematische Logik.
Nachdem die Yandex-Gründer Arkadi Jurjewitsch Wolosch und Ilja Walentinowitsch Segalowitsch sich vergeblich bemüht hatten, im Hinblick auf ihre Personalprobleme einen auf ihre Ausbildungsbedürfnisse spezialisierten Lehrstuhl an einer Berufsbildungsstätte zu gründen, lud Wolosch 2007 Bunina zum Projekt einer eigenen Schule für Datenanalyse (SchAD) innerhalb von Yandex ein. Bereits im ersten Jahr traten statt der geplanten 30 Personen 80 Studenten in die Schule ein, von denen 36 dort ihr Studium abschlossen. Von 2007 bis 2017 gab es mehr als 600 Absolventen. Bunina blieb bei Yandex und leitete die Abteilung für Computer Science der SchAD.
2010 verteidigte Bunina mit Erfolg ihre Doktor-Dissertation über Automorphismus und elementare Äquivalenz von Chevalley-Gruppen und anderer abgeleiteter Strukturen für die Promotion zur Doktorin der physikalisch-mathematischen Wissenschaften.
Am 1. Januar 2011 wurde Bunina HR-Direktorin von Yandex. Am 1. Dezember 2017 wurde Bunina Generaldirektorin der russischen Yandex-Gesellschaft als Nachfolgerin Alexander Alexandrowitsch Schulgins. Bunina ist Aufsichtsratsmitglied der Zifrowaja Ekonomika und der Moskauer Forschungsuniversität und Hochschule für Ökonomie (NIU WSchE) sowie Mitglied des Expertenrats des Allrussischen Bildungszentrums Sirius für begabte Kinder in Sotschi.
Bunina ist verheiratet und hat vier Kinder.